# Säje
Säje — американський джазовий вокальний квартет, створений у 2020 році.
У 2024 році гурт отримав премію «Греммі» за свій дебютний альбом.

## Історія
Гурт виник під час сесії в Палм-Спрінгс у 2019 році, яка мала на меті вивчити можливість співпраці. Вихідні завершилися написанням синглу «Desert Song», який Бентлейдж з захопленням описала «Боже мій, це те, що відчуваєш — творити з жіночою енергією в прекрасно прийнятній формі». «Нічого не сталося, окрім того, що вони пили, готували, сміялися, розмовляли, плавали і писали «Desert Song», — поділився Газарек, маючи на увазі їхню першу композицію, номіновану на премію «Греммі».
Вони почали виступати разом у 2020 році, дебютувавши на Jazz Education Network conference.
У 2023 році гурт Säje вирушив у свій перший масштабний тур для реклами свого дебютного альбому.
Ансамбль був описаний як супергурт; всі учасниці відомі композиторки і співачки, які виступали разом з такими виконавцями, як гурт The Manhattan Transfer, гурт Chanticleer і музикант Джейкоб Кольєр.
"Säje" є абревіатурою імен чотирьох учасниць.

## Звук
Гурт Säje став відомий тим, що торкається широкого діапазону стилів, включаючи сучасний джаз, поп, фолк, блюз і соул.
Його оригінальні пісні часто коментують соціальні проблеми.

## Дискографія
У 2021 році гурт випустив сингл «Dust Baby» разом з Джеральдом Клейтоном (Gerald Clayton).
Дебютний альбом гурту, Säje, був випущений у 2023 році, у записі альбому брали участь такі виконавці, як Джейкоб Кольєр (Jacob Collier), Амброуз Акінмусайр (Ambrose Akinmusire), Террі Лайн Керрінгтон (Terri Lyne Carrington), Майкл Мейо (Michael Mayo) та інші.
Альбом посів 2 місце в чарті сучасного джазу Billboard.

## Нагороди
У 2021 році гурт Säje був номінований на премію «Греммі» за найкраще аранжування, інструментальну партію та вокал для «Desert Song»; нагороду отримав Джейкоб Кольєр.
Разом з Кольєром гурт отримав премію «Греммі» 2024 року за найкраще аранжування, інструментальну партію та вокал для композиції «In The Wee Small Hours of The Morning» зі свого дебютного альбому.
Гурт отримав головний приз конкурсу авторів пісень імені Джона Леннона 2020 року в категорії фольк.

## Склад гурту
- Ерін Бентлаге (Erin Bentlage),
- Сара Газарек (Sara Gazarek),
- Джонаї Кендрік (Johnaye Kendrick),
- Аманда Тейлор (Amanda Taylor).